# Табунанов, Георгий Тимофеевич
Георгий Тимофеевич Табунанов (5 апреля 1912 ― 22 июля 1975) ― организатор Осоавиахимовского движения Якутской АССР, участник Великой Отечественной войны, старший лейтенант.

## Биография
Родился 5 апреля 1912 года на территории современного Таттинского улуса Якутии. Учился в Чичимахской и Черкехской школах Таттинского улуса.
В 1930 году учился в Якутском педагогическом техникуме. В 1932 году стал курсантом Якутской национальной военной школы, где был последовательно командиром отделения, старшиной, командиром взвода.
С 1932 по 1936 год работал председателем Якутского областного совета Осоавиахима. На пост председателя был утвержден по согласованию с командованием Особой Дальневосточной армии с присвоением ему офицерского звания. Стал первым организатором Осоавиахимовского движения Якутии. За свою деятельность по руководству Осоавиахимом Якутской АССР был награжден Почетными грамотами высших органов Осоавиахима СССР и Верховного Совета Якутии.
В 1933 году учился на Центральных курсах председателей Осоавиахима СССР, на стрелковых соревнованиях стал победителем и первым из якутов стал «Ворошиловским стрелком». В Якутии подготовил тысячи метких стрелков, получивших значок «Ворошиловского стрелка».
В 1936 году направлен в Ульяновск учиться на пилота. Но стать лётчиком ему не довелось: перед получением диплома он был ложно обвинен по статье «за связь с врагами народа» и до начала войны работал в системе «Холбоса».
Мобилизован в ряды Красной Армии в августе 1941 года. Служил в Забайкальском военном округе на должностях командира пулеметного взвода и заместитель командира пулеметной роты в 80-м и 386-м запасных стрелковых полков Забайкальского военного округа.
С ноября 1942 до марта 1943 года учился на курсах «Выстрел». После этого служил заместителем командира пулеметной роты 64-го стрелкового полку 14-й дивизии 36-й армии Забайкальского военного округа. С июня 1943 по январь 1946 год — командир пулеметной роты того же 64-го полка.
Принял участие в разгроме Квантунской армии Японии в августе 1945 года. За умелое командование ротой в районе города Хайлар получил Благодарность Верховного Главнокомандующего И. В. Сталина. В характеристиках, написанных о нем вышестоящими командирами, аттестуется как «волевой, требовательный к себе и подчиненным командир», как офицер, показавший в боях «образцы мужества и героизма».
После капитуляции Японии служил помощником коменданта станции Чжаланьтунь Китайско-Восточной железной дороги.
После войны работал преподавателем военного воспитания в Якутском педагогическом училище. С 1947 по 1952 год работал Таттинского райкоме КПСС.
Почётный гражданин Таттинского района. Умер в 1975 году, похоронен на кладбище села Ытык-Кюель родного Таттинского улуса.